# Saison 2 de Friends
Chronologie
Saison 1 Saison 3
Cet article présente les épisodes de la deuxième saison de la série télévisée américaine Friends.

## Intrigue
Ross ignore que Rachel a des sentiments pour lui et sort avec Julie, une paléontologue qu'il a connue au collège et retrouvé en Chine. Jalouse ou malheureuse, Rachel tente de saboter cette relation, notamment en recommandant à Ross de ne pas « consommer ».
Rachel accepte finalement de rencontrer un autre homme, Michael. Le soir de leur première rencontre, ivre, elle laisse sur le répondeur de Ross un message évoquant les sentiments qu'elle lui porte. Ross l'entend et est plongé dans une grande confusion sentimentale. Après une dispute, Ross et Rachel s'embrassent. Ne sachant pas qui choisir entre Rachel et Julie, Ross établit une liste des « pour » et des « contre » qui le décide à choisir Rachel… Laquelle découvre la liste et se fâche. Elle finit par se laisser attendrir quelques épisodes plus tard en comprenant grâce à une vieille cassette vidéo que Ross s'était montré très chevaleresque à son égard un soir de bal de promo.
Joey décroche le rôle du docteur Drake Ramoray dans le soap Les jours de notre vie, et gagne suffisamment d'argent pour emménager dans son propre appartement. Joey rencontrera une fan nommée Erika. Il aura une très courte relation avec elle. Chandler prend alors un nouveau colocataire nommé Eddie, qui se révèle plus tard être à moitié fou. Quand Joey déclare dans une interview, écrire ses propres dialogues dans Les jours de notre vie, les auteurs de la série, offensés, décident de faire mourir son personnage. À nouveau dénué de revenus, Joey réemmenage avec Chandler. Chandler a eu du mal à chasser Eddie de son appartement, celui-ci ne se souvenant jamais que Chandler lui avait demandé de déménager. Chandler et Joey résolvent le problème en enlevant de l'appartement toutes les affaires d'Eddie, en changeant le verrou puis en prétendant ne pas le connaître lorsqu'il frappe à la porte - Eddie pense alors s'être trompé d'appartement et s'en va.
Phoebe découvre qu'elle a un demi-frère, Frank, du côté de son père.
Pendant un moment, Monica sort avec Richard Burke, un ami de ses parents nettement plus âgé qu'elle. Ils deviennent très intimes, mais se séparent au cours du dernier épisode, quand Richard lui annonce qu'il ne veut plus d'enfants, en ayant déjà eu avec son ex-femme.

## Distribution

### Acteurs principaux
- Jennifer Aniston : Rachel Green
- Courteney Cox : Monica Geller
- Lisa Kudrow : Phoebe Buffay
- Matt LeBlanc : Joey Tribbiani
- Matthew Perry : Chandler Bing
- David Schwimmer : Ross Geller

### Acteurs récurrents
- Lauren Tom : Julie
- Maggie Wheeler : Janice Hosenstein
- Elliott Gould : Jack Geller
- Christina Pickles : Judy Geller
- Jane Sibbett : Carol Willick
- Jessica Hecht : Susan Bunch
- James Michael Tyler : Gunther
- Tom Selleck : Richard Burke

### Invités
- Emily Procter : Annabel (épisode 2)
- Vincent Ventresca : Bob Le Marrant (épisode 10)
- Brooke Shields : Erika (épisode 12)
- Chris Isaak : Rob (épisode 12)
- Julia Roberts : Susie Moss (épisode 13)
- Jean-Claude Van Damme : Lui-même (épisode 13)
- Adam Goldberg : Eddie Menuek (épisode 17, 18 et 19)
- Charlie Sheen : Ryan (épisode 23)

## Épisodes

### Épisode 1:Celui qui a une nouvelle fiancée
- États-Unis : 21 septembre 1995
- France : 24 septembre 1996 sur Canal Jimmy, puis le 10 juillet 1998 sur France 2

- États-Unis : 32,1 millions de téléspectateurs[1] (première diffusion)

### Épisode 2:Celui qui détestait le lait maternel
- États-Unis : 28 septembre 1995
- France : 1er octobre 1996 sur Canal Jimmy, puis le 13 octobre 1997 sur France 2

- États-Unis : 29,8 millions de téléspectateurs[1] (première diffusion)

Emily Procter (Annabel)

### Épisode 3:Celui qui est mort dans l'appart du dessous
- États-Unis : 5 octobre 1995
- France : 8 octobre 1996 sur Canal Jimmy, puis le 14 octobre 1997 sur France 2

- États-Unis : 30,2 millions de téléspectateurs[1] (première diffusion)

Maggie Wheeler (Janice)

### Épisode 4:Celui qui avait viré de bord
- États-Unis : 12 octobre 1995
- France : 15 octobre 1996 sur Canal Jimmy, puis le 15 octobre 1997 sur France 2

- États-Unis : 28,1 millions de téléspectateurs[1] (première diffusion)

Steve Zahn (Duncan)

### Épisode 5:Celui qui se faisait passer pour Bob
- États-Unis : 19 octobre 1995
- France : 22 octobre 1996 sur Canal Jimmy, puis le 16 octobre 1997 sur France 2

- États-Unis : 28,3 millions de téléspectateurs[1] (première diffusion)

Brittney Powell (Jade)

### Épisode 6:Celui qui a oublié un bébé dans le bus
- États-Unis : 2 novembre 1995
- France : 29 octobre 1996 sur Canal Jimmy, puis le 17 octobre 1997 sur France 2

- États-Unis : 30,2 millions de téléspectateurs[1] (première diffusion)

- Lea Thompson (femme dans la rue)
- Catherine Bell (Robin)
- Giovanni Ribisi (l'homme au préservatif)
- Chrissie Hynde (Stephanie Schiffer)

### Épisode 7:Celui qui tombe des nues
- États-Unis : 9 novembre 1995
- France : 5 novembre 1996 sur Canal Jimmy, puis le 4 septembre 1998 sur France 2 [3]

- États-Unis : 30,5 millions de téléspectateurs[1] (première diffusion)

### Épisode 8:Celui qui a été très maladroit
- États-Unis : 16 novembre 1995
- France : 12 novembre 1996 sur Canal Jimmy, puis le 21 octobre 1997 sur France 2

- États-Unis : 32,9 millions de téléspectateurs[1] (première diffusion)

- Michael McKean (M.Rastatter)

### Épisode 9:Celui qui cassait les radiateurs
- États-Unis : 14 décembre 1995
- France :  19 novembre 1996 sur Canal Jimmy, puis le 20 octobre 1997 sur France 2

- États-Unis : 27,8 millions de téléspectateurs[1] (première diffusion)

### Épisode 10:Celui qui se dédouble
- États-Unis : 4 janvier 1996
- France : 26 novembre 1996 sur Canal Jimmy, puis le 23 octobre 1997 sur France 2

- États-Unis : 32,2 millions de téléspectateurs[1] (première diffusion)

### Épisode 11:Celui qui n'apprécie pas certains mariages
- États-Unis : 18 janvier 1996
- France : 3 décembre 1996 sur Canal Jimmy, puis le 24 octobre 1997 sur France 2

- États-Unis : 31,6 millions de téléspectateurs[1] (première diffusion)

### Épisode 12:Celui qui retrouve son singe —1repartie
- États-Unis : 28 janvier 1996
- France : 10 décembre 1996 sur Canal Jimmy, puis le 25 juin 1997 sur France 2

- États-Unis : 52,9 millions de téléspectateurs[1] (première diffusion)

- Chris Isaak (Rob)
- Brooke Shields (Erika)

### Épisode 13:Celui qui retrouve son singe —2epartie
- États-Unis : 28 janvier 1996
- France : 17 décembre 1996 sur Canal Jimmy, puis le 25 juin 1997 sur France 2

- États-Unis : 52,9 millions de téléspectateurs[1] (première diffusion)

- Julia Roberts (Suzie Moss)
- Jean-Claude Van Damme (lui-même)

### Épisode 14:Celui qui a failli aller au bal
- États-Unis : 1er février 1996
- France : 24 décembre 1996 sur Canal Jimmy, puis le 30 octobre 1997 sur France 2

- États-Unis : 33,6 millions de téléspectateurs[1] (première diffusion)

Elliott Gould (Jack Geller)

### Épisode 15:Celui qui a fait, on ne sait quoi, avec Rachel
- États-Unis : 8 février 1996
- France : 31 décembre 1996 sur Canal Jimmy, puis le 31 octobre 1997 sur France 2

- États-Unis : 32,9 millions de téléspectateurs[1] (première diffusion)

Tom Selleck (Richard Burke)

### Épisode 16:Celui qui vit sa vie
- États-Unis : 15 février 1996
- France : 7 janvier 1997 sur Canal Jimmy, puis le 3 novembre 1997 sur France 2

- États-Unis : 31,1 millions de téléspectateurs[1] (première diffusion)

- Elliott Gould (Jack Geller)
- Tom Selleck (Richard Burke)
- Warren Berlinger (Bob)

### Épisode 17:Celui qui remplace celui qui part
- États-Unis : 22 février 1996
- France : 14 janvier 1997 sur Canal Jimmy, puis le 4 novembre 1997 sur France 2

- États-Unis : 30,2 millions de téléspectateurs[1] (première diffusion)

Adam Goldberg (Eddie Menuek)

### Épisode 18:Celui qui disparaît de la série
- États-Unis : 21 mars 1996
- France : 21 janvier 1997 sur Canal Jimmy, puis le 5 novembre 1997 sur France 2

- États-Unis : 30,1 millions de téléspectateurs[1] (première diffusion)

- Adam Goldberg (Eddie Menuek)
- Tom Selleck (Richard Burke)

### Épisode 19:Celui qui ne voulait pas partir
- États-Unis : 28 mars 1996
- France : 28 janvier 1997 sur Canal Jimmy, puis le 6 novembre 1997 sur France 2

- États-Unis : 31,2 millions de téléspectateurs[1] (première diffusion)

Adam Goldberg (Eddie Menuek)

### Épisode 20:Celui qui se met à parler
- États-Unis : 4 avril 1996
- France : 4 février 1997 sur Canal Jimmy, puis le 7 novembre 1997 sur France 2

- États-Unis : 27,4 millions de téléspectateurs[1] (première diffusion)

Tom Selleck (Richard Burke)

### Épisode 21:Celui qui affronte les voyous
- États-Unis : 25 avril 1996
- France : 11 février 1997 sur Canal Jimmy, puis le 10 novembre 1997 sur France 2

- États-Unis : 24,7 millions de téléspectateurs[1] (première diffusion)

Giovanni Ribisi (Frank Buffay Jr.)

### Épisode 22:Celui qui faisait le lien
- États-Unis : 2 mai 1996
- France : 18 février 1997 sur Canal Jimmy, puis le 12 novembre 1997 sur France 2

- États-Unis : 25,5 millions de téléspectateurs[1] (première diffusion)

### Épisode 23:Celui qui attrape la varicelle
- États-Unis : 9 mai 1996
- France : 25 février 1997 sur Canal Jimmy, puis le 13 novembre 1997 sur France 2

- États-Unis : 26,1 millions de téléspectateurs[1] (première diffusion)

- Charlie Sheen (Ryan)
- Tom Selleck (Richard Burke)

### Épisode 24:Celui qui embrassait mal
- États-Unis : 16 mai 1996
- France : 4 mars 1997 sur Canal Jimmy, puis le 14 novembre 1997 sur France 2

- États-Unis : 29 millions de téléspectateurs[1] (première diffusion)

- Tom Selleck (Richard Burke)
- Maggie Wheeler (Janice)

## Réception
Avec 52,9 millions de téléspectateurs, les épisodes 12 et 13 de cette saison ont réalisé les meilleures audiences de la série. Cela est du en partie au fait que ces épisodes ont été diffusés juste après la diffusion du match Super Bowl XXX aux États-Unis. D'où le nom original de l'épisode : The One After the Superbowl.
La moyenne du taux d'audience de la saison 2 de Friends est de 31,7 millions de téléspectateurs, soit 28 % de plus que la moyenne du taux d'audience de la saison 1.